# Mallinella fulvipes
Mallinella fulvipes är en spindelart som först beskrevs av Ono och Akio Tanikawa 1990.  Mallinella fulvipes ingår i släktet Mallinella och familjen Zodariidae. Inga underarter finns listade i Catalogue of Life.